# Камышлинский
Камышлинский — упразднённый посёлок в Красногвардейском районе Оренбургской области России. На момент упразднения входил в состав сельского поселения Нижнекристальский сельсовет. Исключён из учётных данных в 2005 году.

## География
Располагался в истоке ручья Камышла (приток реки Ток, на расстоянии примерно 12 километров (по прямой) к западу от поселка Нижнекристалка.

## История
Возник как производственное отделение совхоза имени 2-й пятилетки. По данным на 1949 год посёлок фермы № 3 совхоза имени 2-й пятилетки входил в состав Учкаинского сельсовета Ивановского района.
Постановление Законодательного Собрания Оренбургской области от 16 февраля г. посёлок исключён из учётных данных.

## Население
По данным переписи 2002 года в поселке отсутствовало постоянное население.